# Kona (telenovela)
Kona é uma telenovela queniana do horário nobre da Africa Magic Channel entre 26 de agosto de 2013 a 8 de agosto de 2014 em 250 capítulos.
Foi estrelada por Nini Wacera, Lwanda Jawar, Abubakar Mwenda, Brenda Wairimu, Muthoni Gathecha, entre outros.

## Produção
Antes do lançamento, 179 episódios já tinham sido publicados.
As filmagens ocorreram em Dagoretti, no oeste de Nairobi. Foi lançado oficialmente em 21 de agosto de 2013 em Nairobi.

## Trama
A história segue as vidas não tão perfeitas da família Oyange e suas lutas aprofundadas pelo amor e ódio. Quando o magnata dos negócios Richard Oyage morre em um terrível acidente de carro, ele deixa para trás uma esposa, Ayira ( Muthoni Gathecha ), sua primeira filha, Julia ( Nini Wacera ), a segunda, Pamela ( Brenda Wairimu ) e um filho, Wanjala (Lwanda). Jawar). Julia mais tarde herda o projeto de seu pai, uma academia de boxe, onde ela tem que se colocar no lugar de um homem em uma sociedade evidentemente machista, onde os homens ditam as regras.

## Elenco
- Nini Wacera como Julia Oyange
- Lwanda Jawar como Wanjala Oyange[5]
- Brenda Wairimu como Pamela Oyange[6][7]
- Muthoni Gathecha como Ayira Oyange
- Janet Sision como Wangui
- Laura Walubengo como Mumbi, a journalist[8]
- Arabron Nnyneque como Abasi
- Lenny Juma como Jimmy [9]
- Abubakar Mwenda como Simon
- Robert Agengo
- Cleopatra Koheirwe como Jakki [10]

## Transmissão
As emissoras que transmitiram Kona são a Africa Magic Entertainment e a Maisha Magic East.